# GFA League First Division
GFA League First Division jest najwyższą piłkarską klasą rozgrywkową w Gambii. Powstała w 1969 roku. Skupia 10 najlepszych drużyn tego kraju. 

## Drużyny w sezonie 2011
- Armed Forces Bandżul
- Bakau United
- Brikama United
- Gambia Ports Authority
- GAMTEL Bandżul
- Interior FC
- Real Bandżul
- Samger FC
- Steve Biko FC
- Wallidan Bandżul
- Africell Bakau
- TBD

## Mistrzowie
| - 1965/66: Augustians Bandżul - 1966/67: Augustians Bandżul - 1967/68: Adonis Bandżul - 1968/69: White Phantoms Bandżul - 1969/70: Wallidan Bandżul - 1970/71: Wallidan Bandżul - 1971/72: Real Bandżul - 1972/73: Gambia Ports Authority - 1973/74: Wallidan Bandżul - 1974/75: Real Bandżul - 1975/76: Wallidan Bandżul - 1976/77: Wallidan Bandżul - 1977/78: Real Bandżul - 1978/79: Wallidan Bandżul - 1979/80: Starlight Bandżul - 1980/81: Starlight Bandżul - 1981/82: Gambia Ports Authority |  | - 1982/83: Real Bandżul - 1983/84: Gambia Ports Authority - 1984/85: Wallidan Bandżul - 1985/86: Gambia Ports Authority - 1986/87: Augustians Bandżul - 1987/88: Wallidan Bandżul - 1988/89: Nie dokończono - 1989/90: Mistrz nieznany - 1990/91: Nie rozgrywano - 1991/92: Wallidan Bandżul - 1992/93: Bandżul Hawks - 1993/94: Real Bandżul - 1994/95: Wallidan Bandżul - 1995/96: Bandżul Hawks - 1996/97: Real Bandżul - 1997/98: Real Bandżul |  | - 1998/99: Gambia Ports Authority - 1999/00: Real Bandżul - 2000/01: Wallidan Bandżul - 2001/02: Wallidan Bandżul - 2002/03: Armed Forces Bandżul - 2003/04: Wallidan Bandżul - 2005: Wallidan Bandżul - 2006: Gambia Ports Authority - 2007: Real Bandżul - 2008: Wallidan Bandżul - 2009: Armed Forces Bandżul - 2010: Gambia Ports Authority |

## Liczba tytułów
| Klub                   | Miasto  | Liczba tytułów | Ostatni tytuł |
| ---------------------- | ------- | -------------- | ------------- |
| Wallidan Bandżul       | Bandżul | 15             | 2008          |
| Real Bandżul           | Bandżul | 8              | 2007          |
| Gambia Ports Authority | Bandżul | 6              | 2010          |
| Bandżul Hawks          | Bandżul | 2              | 1996          |
| Starlight Bandżul      | Bandżul | 2              | 1981          |
| Armed Forces Bandżul   | Bandżul | 2              | 2009          |